# Bisdom Tucson
Het bisdom Tucson (Latijn: Dioecesis Tucsonensis) is een rooms-katholiek bisdom met als zetel Tucson, in de Amerikaanse staat Arizona. Het bisdom is suffragaan aan het aartsbisdom Santa Fe. 

## Geschiedenis
Het bisdom werd opgericht op 3 maart 1868, als het apostolisch vicariaat Arizona, uit delen van het bisdom Santa Fe. Op 8 mei 1897 werd het verheven tot bisdom met de naam bisdom Tucson, en werd suffragaan aan het aartsbisdom Santa Fe.  
Het verloor meermaals gebied bij de oprichting van de bisdommen El Paso (1914), Gallup (1939) en Phoenix (1969). 

## Parochies
Het bisdom had in 2022 een oppervlakte van 110.611 km2 en telde 2.015.598 inwoners waarvan 22,0% rooms-katholiek was.

## Ordinarii

### Apostolisch vicarissen
- John Baptist Salpointe (25 september 1868 - 22 april 1884)

### Bisschoppen
- Peter Bourgade (apostolisch vicaris: 23 januari 1885, bisschop: 8 mei 1897 - 7 januari 1899)
- Henry Regis Granjon (30 april 1900 - 9 november 1922)
- Daniel James Gercke (21 juni 1923 - 28 september 1960)
- Francis Joseph Green (28 september 1960 - 28 juli 1981; hulpbisschop sinds 29 mei 1953, coadjutor sinds 11 mei 1960)
- Manuel Duran Moreno (12 januari 1982 - 7 maart 2003)
- Gerald Frederick Kicanas (7 maart 2003 - 3 oktober 2017; coadjutor sinds 30 oktober 2001)
- Edward Joseph Weisenburger (3 oktober 2017 - heden)

## Galerij van afbeeldingen

Wapen van het bisdom
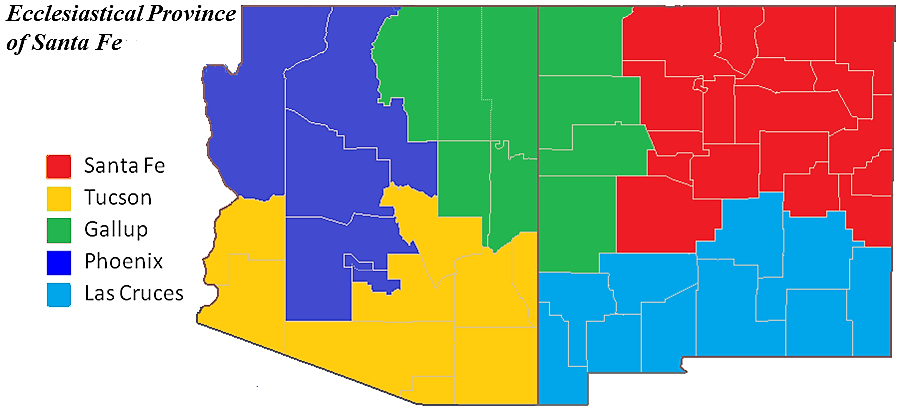
Kerkprovincie met aartsbisdom en suffragane bisdommen
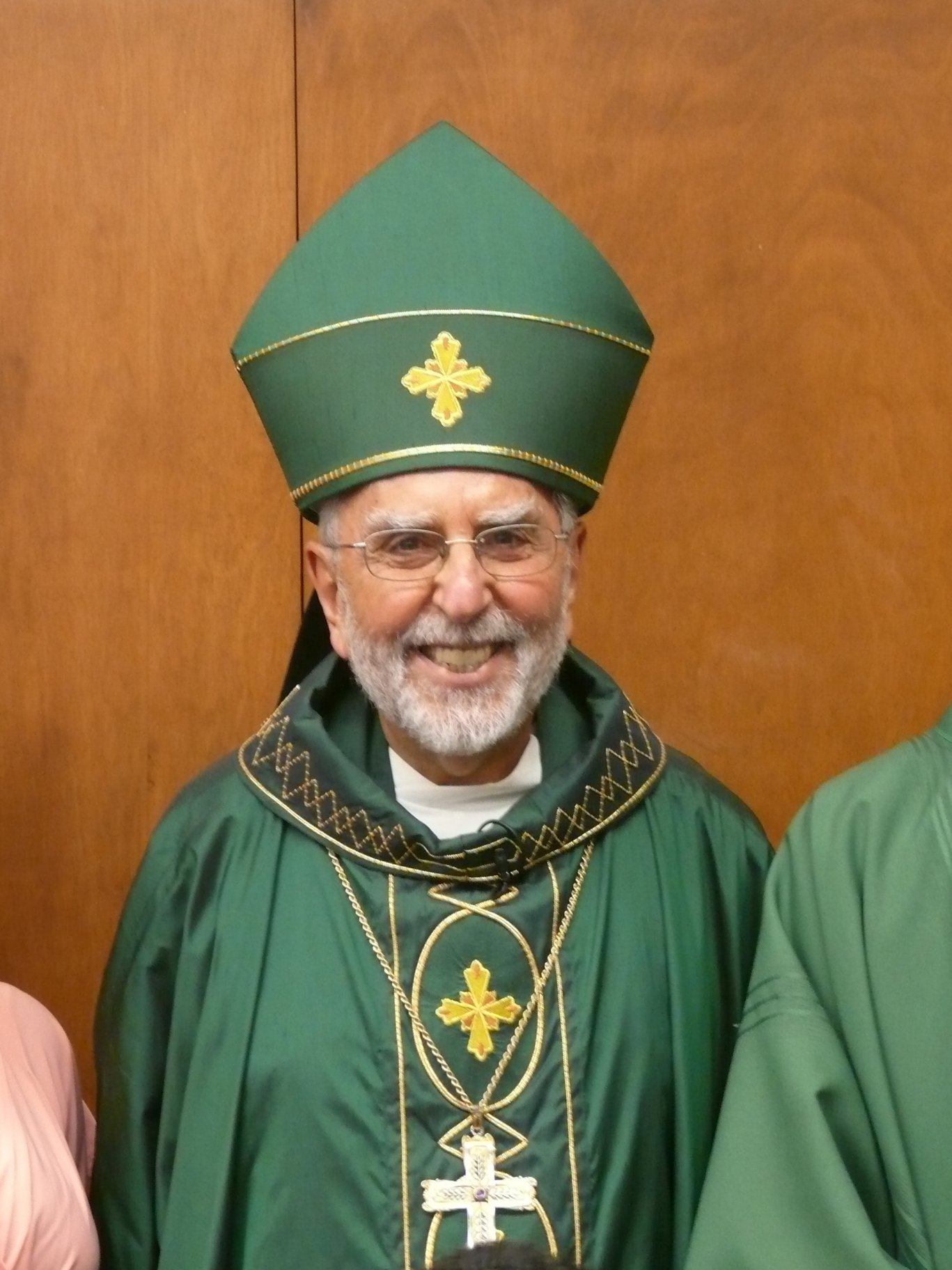
Bisschop Gerald Frederick Kicanas (2003-2017)

Santa Fe (aartsbisdom) · Gallup · Las Cruces · Phoenix · Tucson